# Iglesia de San Juan Evangelista (Vallat)

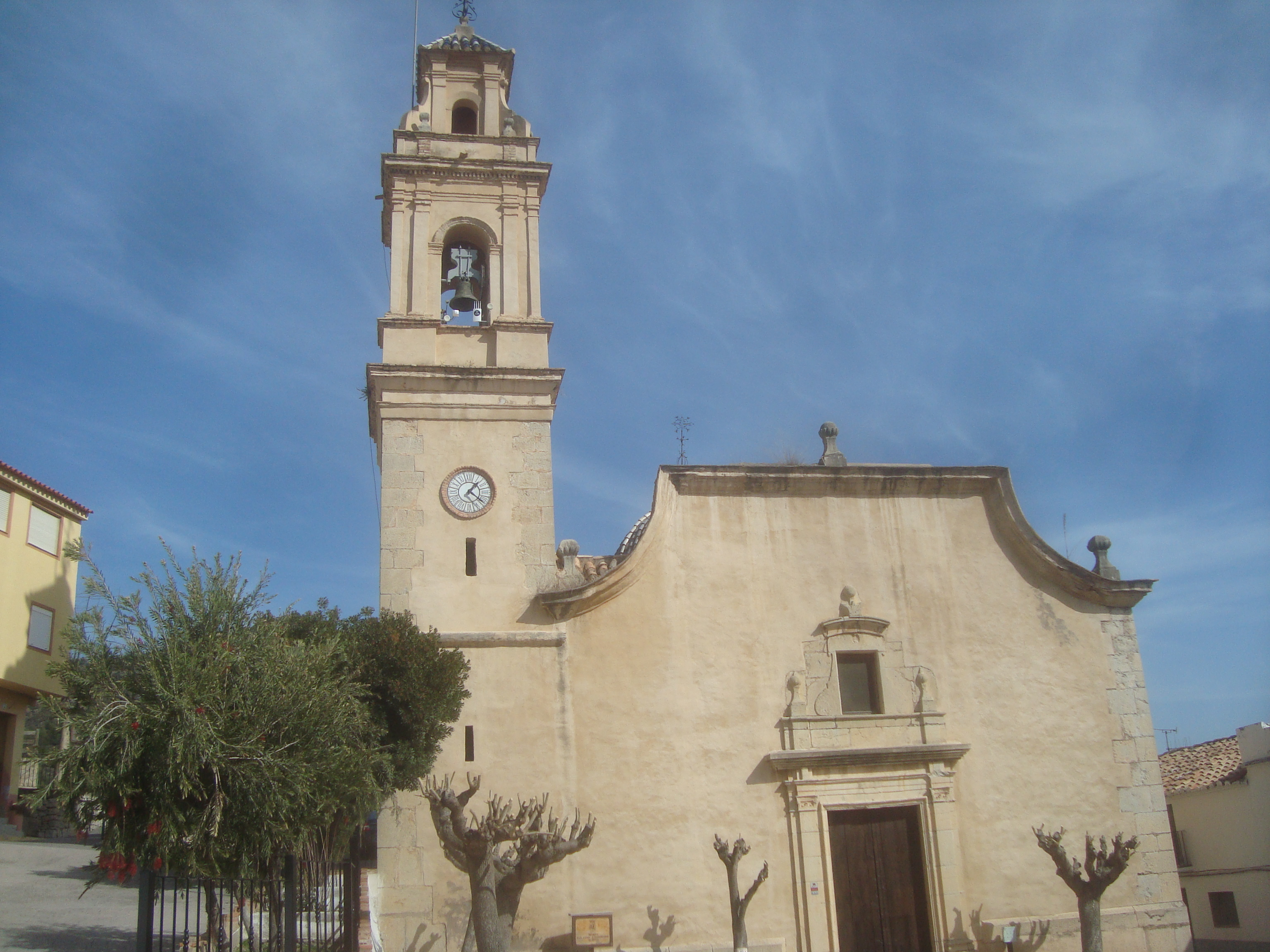
Iglesia Parroquial de San Juan Evangelista de Vallat.

La Iglesia Parroquial de San Juan Evangelista de Vallat (Castellón) es un templo católico protegido como monumento de interés local.
Está catalogado como Bien de Relevancia Local según la Disposición Adicional Quinta de la Ley 5/2007, de 9 de febrero, de la Generalitat, de modificación de la Ley 4/1998, de 11 de junio, del Patrimonio Cultural Valenciano (DOCV Núm. 5.449 / 13/02/2007).
La iglesia está dedicada a San Juan Evangelista, patrón del municipio. Fue construida en el siglo XVIII. Es de estilo corintio, y presenta una nave central con púlpito, altar mayor, capilla, sacristía y coro en la parte posterior.
El templo es de tres naves, cuatro tramos y crucero, con escasa decoración de yeserías de guirnaldas.